# Fena: Pirate Princess
Fena: Pirate Princess (海賊王女, Kaizoku Ōjo) est une série d'animation japonaise originale produite par le studio d'animation Production I.G., et dirigée par Kazuto Nakazawa. Il s'agit d'une co-production entre Crunchyroll et Adult Swim. La série a commencé à être diffusée le 15 aout 2021 sur ces deux plateformes, avant une diffusion au Japon à partir d'octobre 2021.

## Synopsis
Fena est une jeune fille orpheline qui vit dans un 18e siècle alternatif et fantastique. Élevée comme servante dans une maison close, elle tente d'échapper au sombre avenir qui s'ouvre devant elle. Sa vie va changer quand son mystérieux passé la rattrape et va lui permettre d'échapper à ses oppresseurs. Elle va ainsi pouvoir accomplir ses objectifs : se forger une nouvelle identité, trouver un endroit où elle pourra enfin être chez elle, et découvrir les vrais mystères qui se cachent derrière le mot « Éden »…

## Personnages
Fena Houtman (フェナ・ハウトマン, Fena Hautoman)
Voix japonaise : Asami Seto
Yukimaru (雪丸)
Voix japonaise : Ryōta Suzuki
Shitan (紫檀)
Voix japonaise : Takahiro Sakurai
Karin (花梨)
Voix japonaise : Aoi Yuki
Enju (槐)
Voix japonaise : Gen Satō
Kaede (楓)
Voix japonaise : Ryota Osaka
Tsubaki (椿)
Voix japonaise : Jun Osuka
Makaba (真樺)
Voix japonaise : Shintaro Tanaka
Salman (サルマン, Saruman)
Voix japonaise : Manabu Muraji

## Production
Le projet a été annoncé le 26 juillet 2020 à l'occasion de la première Adult Swim Con, un évènement en ligne de Adult Swim. La série est réalisée par Kazuto Nakazawa, écrite par Asako Kuboyama, tandis que Yuki Kajiura compose la musique. L'opening, interprété par JUNNA, est intitulé "Umi to Shinju" (海と真珠), tandis que le générique, interprété par Minori Suzuki, est intitulé Saihate (サイハテ). Les deux premiers épisodes ont été diffusés le 15 aout 2021 dans l'émission Toonami en version anglaise, et sur Crunchyroll en version originale sous-titré. Au Japon, la diffusion est prévue à partir d'octobre 2021 sur Tokyo MX, MBS and BS Asahi.

## Liste des épisodes
| No | Titre en français               | Titre original                  | Date de 1re diffusion |
| -- | ------------------------------- | ------------------------------- | --------------------- |
| 1  | Souvenirs                       | 記憶 Kioku                      | 15 aout 2021          |
| 2  | Un voyage en héritage           | 受け継ぐ旅 Uketsugu Tabi        | 15 aout 2021          |
| 3  | Bar-Baral                       | バルバラル Baru Bararu          | 22 aout 2021          |
| 4  | Le mystère de la pierre         | 石の謎 Ishi no Nazo             | 29 aout 2021          |
| 5  | Coordonnées                     | 座標 Zahyō                      | 5 septembre 2021      |
| 6  | Confusion à bord du navire bleu | 混乱の蒼い船 Konran no Aoi Fune | 12 septembre 2021     |
| 7  | L’océan en feu                  | 燃える海 Moeru Umi              | 19 septembre 2021     |
| 8  | Le serment du chevalier         | 騎士の誓い Kishi no Chikai      | 26 septembre 2021     |
| 9  | Vice-versa                      | ヴァイスヴァーサ Vaisu Vāsa     | 2 octobre 2021        |
| 10 | Prélude au point culminant      | 佳局の幕開け Kakyoku no Makuake | 9 octobre 2021        |
| 11 | Au bout de la mission           | 使命の果てに Shimei no Hate ni  | 16 octobre 2021       |
| 12 | Prêtresse du choix              | 選択の巫女 Sentaku no Miko      | 23 octobre 2021       |